# Takeshi Watanabe
Takeshi Watanabe (Prefectura de Shizuoka, Japó, 10 de setembre de 1972) és un exfutbolista japonès.

## Selecció japonesa
Takeshi Watanabe va disputar 1 partits amb la selecció japonesa.